# GAZ-13
El GAZ-13 Txaika (ГАЗ-13 Чайкcа) fou un automòbil produït pel fabricant d'automòbils russo-soviètic GAZ entre els anys 1959 i 1981. Fou la primera generació de la denominació comercial «Txaika» i substituí el GAZ-12-ZIM.
El GAZ-13 fou presentat l'any 1958 i fou produït entre els anys 1959 i 1981, amb una quantitat de 3.179 unitats construïdes.